# Reichsabtei Gutenzell

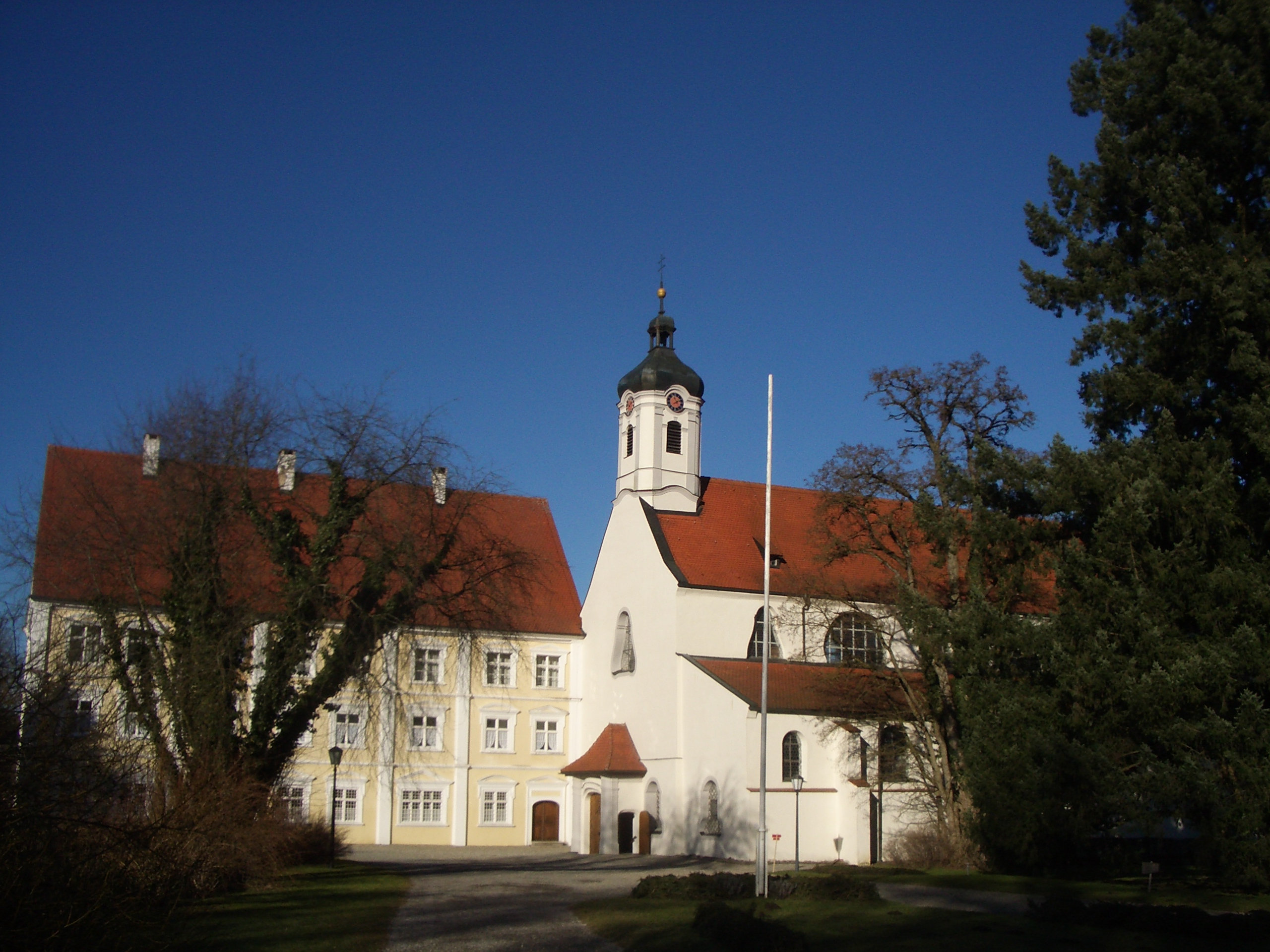
Ehemalige Abteikirche Gutenzell, links das Schloss

Die Reichsabtei Gutenzell (lat. Abbatia imperialis Bona Cella vel Cella Dei; Patrozinium: St. Kosmas und Damian) war ein im 13. Jahrhundert gegründetes reichsunmittelbares Zisterzienserinnen-Kloster an der Rot in der heutigen Gemeinde Gutenzell-Hürbel im oberschwäbischen Landkreis Biberach in Baden-Württemberg. Im Zuge der Säkularisation wurde die Reichsabtei 1803 aufgelöst und als Entschädigung dem reichsgräflichen oberbayerischen Adelshaus Toerring zugesprochen. 1864 wurde das Konventsgebäude zum großen Teil abgerissen. Die ehemalige Abteikirche St. Cosmas und Damian blieb erhalten. Die kirchliche Gemeinde von Gutenzell gehört heute zur Seelsorgeeinheit St. Scholastika im Dekanat Biberach der Diözese Rottenburg-Stuttgart.

## Geschichte

### Von der Gründung bis zum Ende des 18. Jahrhunderts

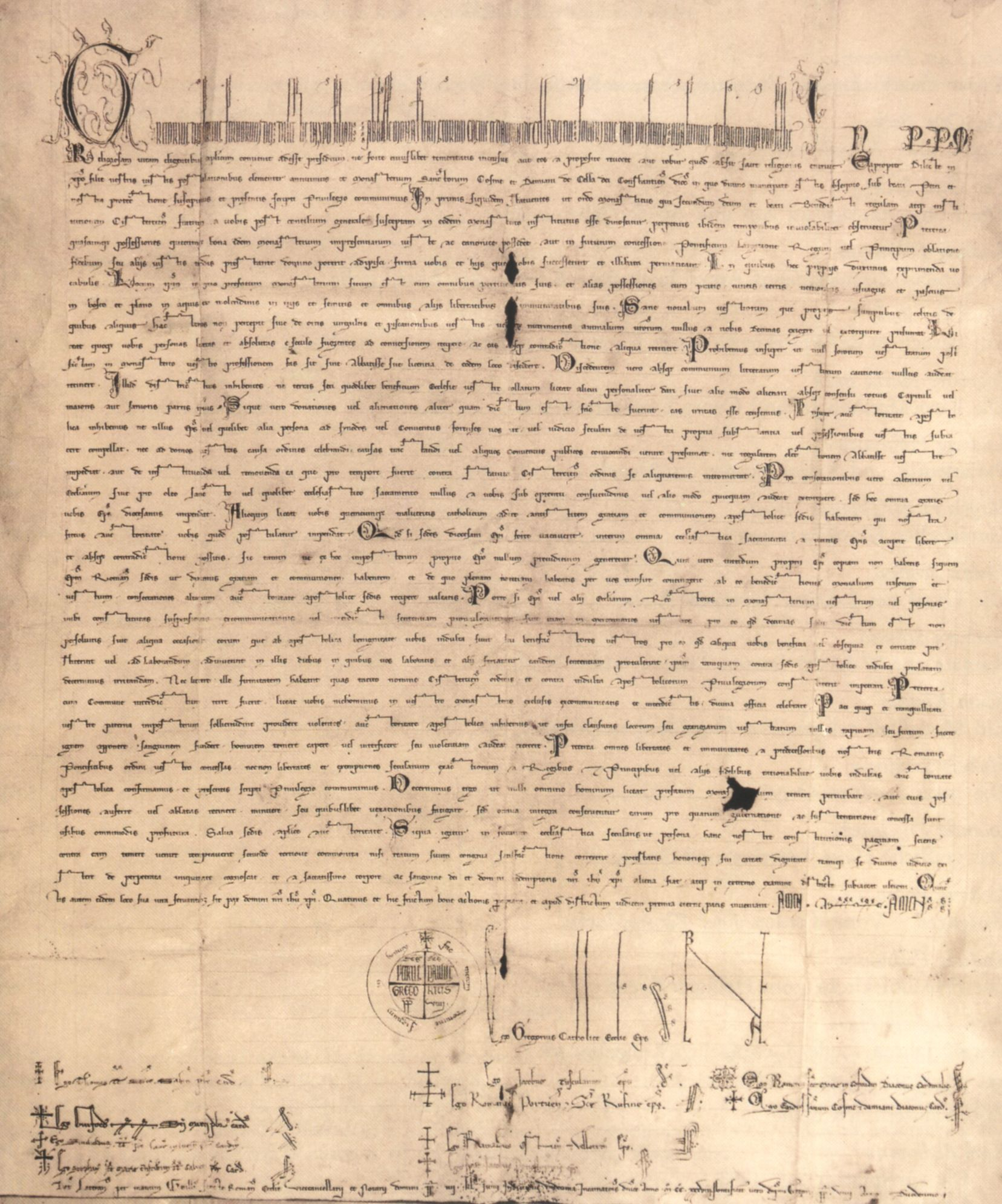
Reichsabtei Gutenzell. Schutzbrief Papst Gregors IX. vom 29. Mai 1238. Urkunde im Gutenzeller Archiv, Biberach.

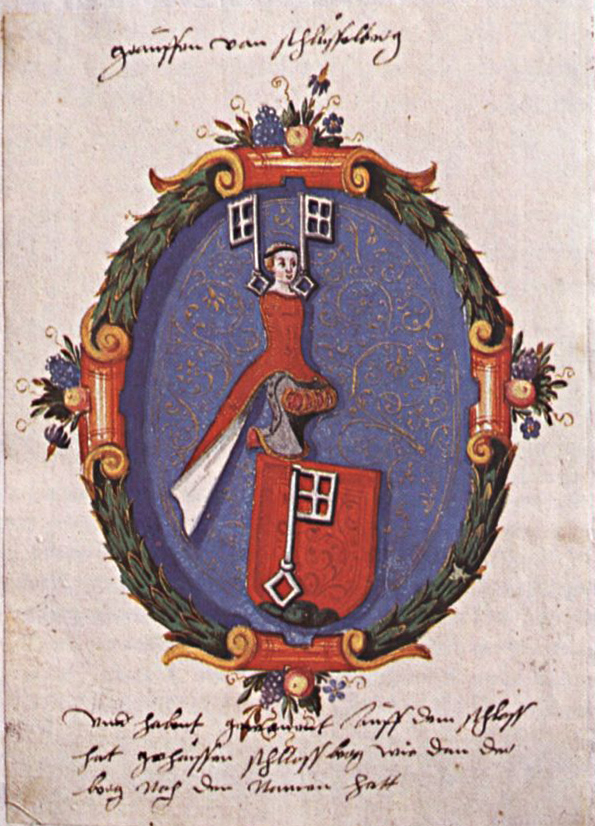
Schlüsselberger Wappen in der Klosterchronik

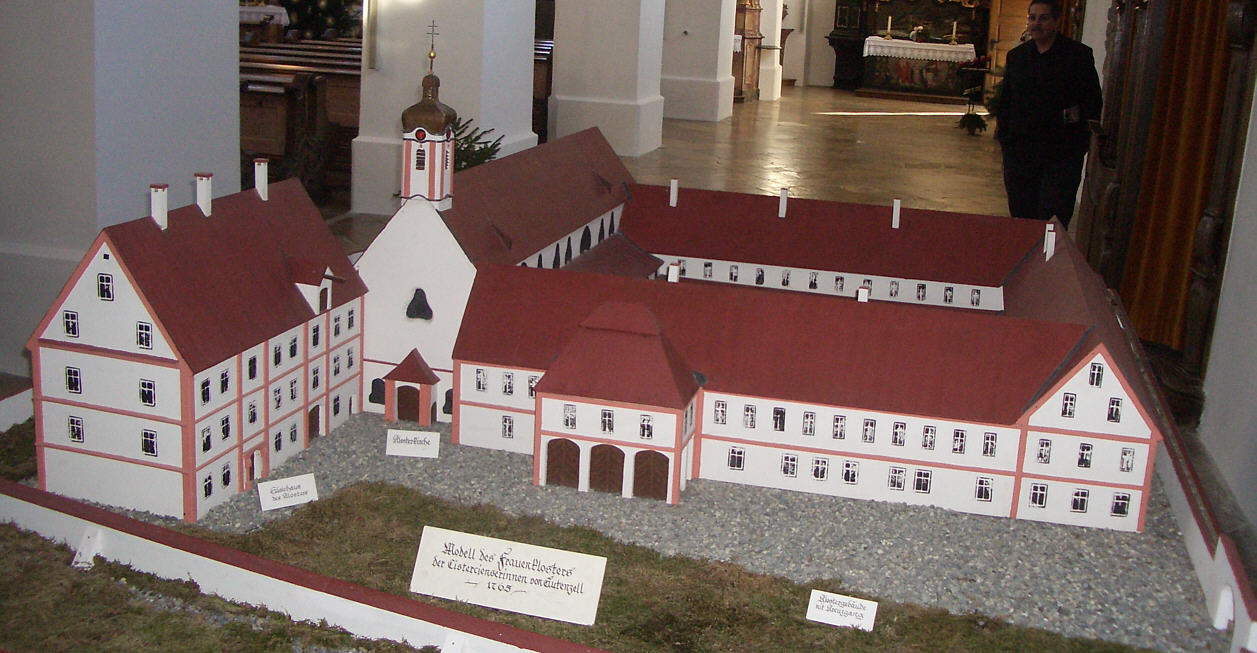
Die Reichsabtei Gutenzell am Beginn des 18. Jahrhunderts (Modell)

Die Anfänge des Klosters liegen im Dunkeln. Ein erstes urkundliches Zeugnis datiert vom 29. Mai 1238, markiert aber bereits den Abschluss der Gründungsphase: Papst Gregor IX. nahm die Abtei Cella Dei in seinen Schutz und inkorporierte es förmlich dem Zisterzienserorden. An der Spitze des Konvents stand eine Äbtissin, auch eine eigene Kirche war bereits vorhanden. Ihr für den Orden untypisches Patrozinium St. Kosmas und Damian lässt vermuten, dass das neu gegründete Kloster mit einer bereits vorhandenen Kirche ausgestattet worden war. Damit stehen auch die im Bereich der Klosterkirche aufgedeckten Mauerreste des 12. Jahrhunderts in Einklang. An die Stelle von Cella Dei (Gotteszell) trat bald der 1259 erstmals belegte Name Bona Cella beziehungsweise dessen deutsche Version Guotencelle.
Wie bei den anderen oberschwäbischen Frauenzisterzen gilt der Salemer Abt Eberhard von Rohrdorf als spiritus rector der Gründung, indem er eine bereits bestehende informelle Schwesternsammlung unterstützte und dem Zisterzienserorden zuführte. Nach einer im 16. Jh. verfassten Chronik sollen „zwei adelige Schwestern und andächtige Jungfrauen“ aus dem auf einer nahegelegenen Burg ansässigen „uralten gräflichen Geschlecht von Schlüsselberg“ das Kloster gestiftet und dem ersten Konvent angehört haben – allerdings ist ein Adelsgeschlecht dieses Namens in Oberschwaben urkundlich nirgends belegt. Als wahrscheinlich gilt, dass die Stifter der edelfreien Familie von Aichheim angehörten, entweder der Hauptlinie oder dem nach (Burg-)Rieden benannten Zweig. Die Herren von Aichheim traten später nachweislich als Förderer Gutenzells in Erscheinung und errichteten dort auch ihre Grablege.
Mit der im Liber decimationis von 1275 neben der – steuerfrei gestellten – Abtei erwähnten Pfarrei Gutenzell war „vermutlich“ der von Salem als Beichtvater entsandte Geistliche gemeint. Eine 1465 erwähnte, mit dem Zwölfbotenaltar in der Klosterkirche verbundene Kaplanei erfuhr 1474 eine Aufwertung: Der Kaplan Ströhlin stiftete dem Kloster 900 Gulden mit der Bedingung, dass außerhalb des Klosterbezirks ein Kaplaneihaus errichtet und für den Unterhalt des Kaplans gesorgt werde. Dafür sollte der Geistliche auch die Laien außerhalb des Klosters betreuen und täglich eine Messe in der Klosterkirche lesen. Faktisch war die Klosterkirche damit auch Pfarrkirche, formell wurden Pfarrei und Kaplanei erst 1767 vereinigt.
In seiner Geschichte blieb Gutenzell von inneren Unruhen und sittlichem Verfall verschont, erlitt aber mehrmals Rückschläge durch äußere Einwirkung. Am Palmsonntag 1369 kam es durch Blitzeinschlag zu einem Brand, der das ganze Kloster in Schutt und Asche legte. Um 1390 war der Wiederaufbau abgeschlossen. 1522 beschädigte ein Brand die Konventgebäude, drei Jahre später plünderten aufständische Bauern das Kloster. Seine schwerste Zeit erlebte Gutenzell im Dreißigjährigen Krieg. 1632 flohen Äbtissin und Konvent vor den schwedischen Truppen, die das Kloster verwüsteten und in Brand steckten. Beim zweiten Schwedeneinfall 1647 wurde auch die Kirche „totaliter in die Asche gelegt“. Der Wiederaufbau dauerte Jahrzehnte und stürzte das Kloster in Schulden. Erst 1665 konnte die erneuerte, noch unvollständig ausgestattete Klosterkirche neu geweiht werden.
Das 18. Jahrhundert brachte dem Kloster einen letzten Aufschwung, der sich in neuen oder modernisierten Gebäuden, einer neuen Orgel sowie den insgesamt neun Altären der Abteikirche manifestierte. Während der Regierungszeit (1747–59) von Äbtissin Maria Franziska von Gall, nach Plänen von Dominikus Zimmermann, wurde die Kirche 1755–56 im Barockstil umgestaltet. Zu Mitpatroninnen des Klosters wurden die Katakombenheiligen Justina und Christina ernannt, deren 1698 beziehungsweise 1765 nach Gutenzell übertragene Reliquien in zwei Reliquienaltären verwahrt werden.

### Säkularisation
Viele bauliche Tätigkeiten, juristische Prozesse, die Auswirkungen der napoleonischen Koalitionskriege, Kriegskontributionen und Einquartierungen führten zu einer hohen Verschuldung des Klosters. Joseph von Schott, genannt der Edle von Scharfenberg, war von 1785 bis 1802 Kanzler der benachbarten Benediktiner-Reichsabtei Ochsenhausen. Im August 1802 wurde er Oberadministrator der zur Entschädigungsmasse herangezogenen Klöster Ochsenhausen, Heggbach, Gutenzell, Schussenried und Rot an der Rot. Die Ochsenhausener Subdelegation übernahm am 1. Dezember 1802 die Verwaltung des Klosters bis zum Reichsdeputationshauptschluss. Es wurde damit begonnen, die Vermögens- und Einkommensverhältnisse des Klosters zu erfassen und ein Gutachten zu erstellen. Oberamtmann Weickmann und die „Bursierin“ Josepha Krismar versprachen in einer Erklärung die genaue Beobachtung der Amtsgeschäfte. Bald danach wurde der entbehrliche Dienststand und weiteres überflüssiges Gesinde entlassen.
Am 9. März 1803 ging das Kloster, unter dem Titel einer souveränen Reichsgrafschaft, an den bayerischen Reichsgrafen Joseph August von Toerring, der damit für den Verlust der reichsunmittelbaren linksrheinischen Grafschaft Gronsfeld (bei Maastricht in der niederländischen Provinz Limburg) entschädigt wurde. Der gräfliche Rat Wolfgang Zollner nahm nach der Inbesitznahme stellvertretend für den Reichsgrafen die Huldigung der Untertanen entgegen. In einer Einkommensaufstellung kam das Reichsstift auf ein jährliches Einkommen von 13.644 Gulden. Die Passiva wurden auf 193.000 Gulden geschätzt. Das Stift befand sich in einer schweren finanziellen Schieflage. Graf von Toerring reiste in Begleitung seines neuen gräflichen Rates Valentin Banghard am 14. Juni 1803 nach Gutenzell. Er installierte gegen den Willen der Äbtissin Justina den Weltgeistlichen und neuen Beichtvater des Konvents Augustin Rugel. Priorin Magdalena Klauber und der Konvent verpflichteten sich auf den Reichsgrafen als neuen Herrn.
1806 kam das Gebiet mit der Rheinbundakte zum Königreich Württemberg. Das neue Königreich übernahm von 1803 bis 1806 in mehreren Stufen insgesamt 95 Klöster und geistliche Besitzungen.

### Abriss und Ende
Der Konvent lebte nach der Säkularisation weiterhin in Gemeinschaft zusammen. Er wurde ein sogenanntes „Aussterbekloster“, das keine Novizinnen mehr aufnehmen durfte. Die Äbtissin bekam nach langem Verhandeln eine bescheidene Rente von 600 Gulden pro Jahr, die 22 Chorfrauen 200 Gulden und die zehn Schwestern 100 Gulden. Des Weiteren erhielten sie Naturalien in Form von Holz, Stroh, Getreide und Wiesennutzung. Äbtissin Justina, gelernte Apothekerin und mit 19 Jahren in den Konvent eingetreten, geboren bei Weißenburg in Bayern, starb am 10. April 1809 im Alter von 63 Jahren nach 27-jähriger Amtszeit. Danach wurden Erleichterungen für die Schwestern verfügt. Die Zeit im Chor wurde verkürzt, ungesunde Prozessionen eingeschränkt, gewisse Dispensen an Fasttagen erreicht. Der Konvent blieb zusammen. Die Apotheke wurde bis 1839 weiter betrieben. 1822 wurde eine Mädchen-Industrieschule von den Klosterfrauen Theresia Krismar und Aloisia Hailer gegründet. 1828 lebten noch acht Konventsfrauen und sechs Schwestern. Die letzte Konventsfrau Violantia Miller starb 1851.
Gutenzell versank in bitterer Armut. Der größte Arbeitgeber und Auftraggeber für die Handwerker fiel zunächst weg. Graf Toerring war enttäuscht von seiner neuen Besitzung, die seinen Verlust der linksrheinischen Gebiete nicht aufwiegen konnte und in Form von alten Nonnenpensionen noch Kosten verursachte.
1864 wurde das Konventsgebäude mit Ausnahme eines Teiles des Ostflügels, der bis heute als Pfarrhaus und Forstamt dient, abgerissen. Erhalten ist ebenfalls die ehemalige Torwache.

### Wirkung bis heute
Das manuelle Geschick und den Fleiß der Nonnen zeigen die heute noch in der Kirche vorhandenen reich geschmückten Reliquien sowie die große Barockkrippe mit über 100 Figuren, die jedes Jahr von Weihnachten bis Lichtmess (2. Februar) in der Kirche aufgebaut wird.

## Reichs- und ordensrechtlicher Status

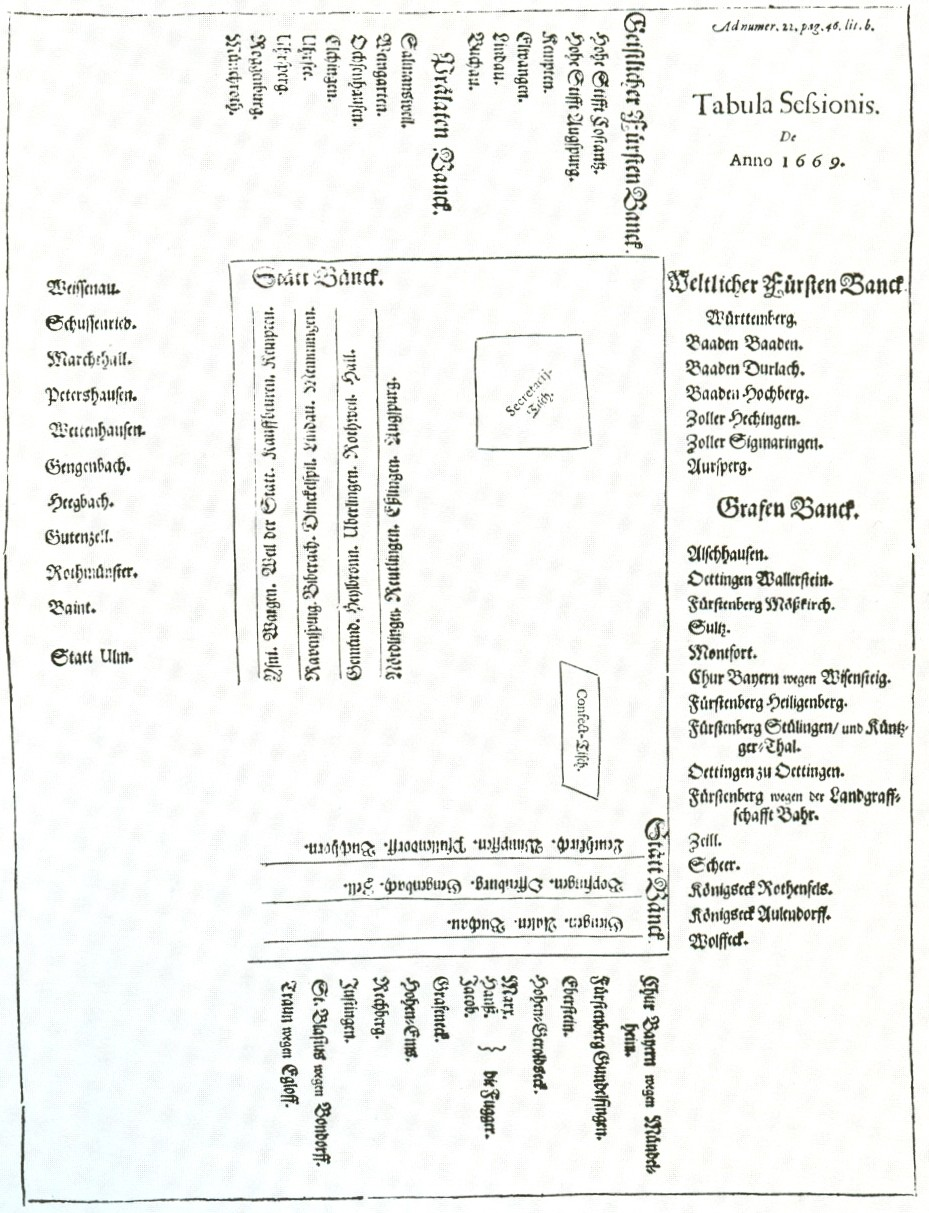
Tabula Seßionis (Sitzordnung) des Schwäbischen Kreises im Ulmer Rathaus, 1669 (Prälatenbank links: Sitz von Gutenzell)

Wie Salem selbst stand auch sein Tochterkloster in spätstaufischer Zeit unter dem Schutz und Schirm des Reichs, sodass man Gutenzell als Reichsabtei bezeichnen kann. Diesen Status konnte die Abtei auch nach dem Ende der Staufer behaupten: König Sigismund verlieh Gutenzell 1418 umfangreiche Privilegien, so auch die Freiheit von fremder (adeliger) Vogtei, die seine Nachfolger 1439, 1444 und 1496 bestätigten. Sichtbarer Ausdruck der sich manifestierenden Reichsfreiheit war die Aufnahme Gutenzells in die Reichsmatrikel von 1521. Das Kloster besaß nun im frühneuzeitlichen Alten Reich Sitz und Stimme auf Reichs- und Kreistagen, womit seine Entwicklung zur Reichsunmittelbarkeit abgeschlossen war. Auf der Prälatenbank des Schwäbischen Kreises hatte Gutenzell seinen Platz zwischen Heggbach und Rottenmünster (siehe Abbildung).
In geistlichen Angelegenheiten stand Gutenzell unter der Paternität des Abtes von Salem, der als sog. Vaterabt oder Pater immediatus die Oberaufsicht über das Nonnenkloster führte. Der Salemer Abt vertrat das Kloster in den Gremien des Ordens, führte regelmäßige Visitationen durch, beaufsichtigte die Wahl der Äbtissin und entsandte einen seiner Mitbrüder als Beichtvater nach Gutenzell. Im 18. Jahrhundert kam es zu einem Zerwürfnis zwischen Salem und den Tochterklöstern, sodass Abt Anselm II. Schwab 1752 die Paternität aufkündigte. Fortan war Gutenzell dem Abt von Kaisheim unterstellt, auch nachdem 1768 eine gütliche Einigung mit Salem gelang.

## Territorium

### Besitzgeschichte
Die Besitzgeschichte Gutenzells ist mit Unsicherheiten behaftet, weil bei den Brandkatastrophen auch das Archiv in Mitleidenschaft gezogen wurde. Alte Urkunden haben sich deshalb nicht erhalten. Den ersten vollständigen Überblick liefert ein 1449 angelegtes Urbar. Frühere Vorgänge lassen sich aus anderen Quellen nur bruchstückhaft erschließen.
Zum ursprünglichen Stiftungsgut gehörte wohl nur der Ort Gutenzell selbst, über dessen damalige Größe nichts bekannt ist. Nach der Klostergründung wurde er in einen Eigenbetrieb (Grangie) umgewandelt. Erst ab dem 15. Jahrhundert gab es auch Häuser außerhalb der Klostermauer, die zusammen mit den zugehörigen Ackerflächen vom Kloster als Lehen ausgegeben wurden. Aus ihnen entwickelte sich das spätere Dorf Gutenzell. Für das komplett vor 1449 erworbene Kerngebiet des Territoriums, die aus den umliegenden Weilern Bollsberg, Dissenhausen, Huggenlaubach, Niedernzell und Weitenbühl bestehende so genannte Obere Herrschaft, ist zwar die Existenz von Kaufbriefen gesichert, die Urkunden selbst gingen aber verloren. Einige dieser Orte bestanden im Spätmittelalter jeweils nur aus einem Hof, wurden also möglicherweise ebenfalls als Grangien bewirtschaftet. Auch hier begann im 15. Jahrhundert die Aufteilung der Flächen in kleinere Einheiten.
1437 kaufte das Kloster von Ulmer Bürgern rund ein Drittel des Dorfes Oberholzheim. (Die übrigen 2/3 gehörten seit 1439 dem Biberacher Spital.) Den dortigen Großzehnten erwarb Gutenzell in zwei Etappen 1356 und 1442. 1447 verkaufte Wilhelm der Jüngere von Freyberg, der das Dorf Achstetten mit seinen Brüdern geteilt hatte, sein Drittel an das Kloster. Als weitere Besitzungen erscheinen 1449 der Weiler Mönchhöfe, drei Höfe und sieben Selden in Kirchberg sowie zwei Selden in Rot, deren Herkunft ungeklärt ist.
1503 erwarb Gutenzell von der Ulmer Familie Rembold das Dorf Steinberg, musste es aber 1522 wieder abstoßen, um den Wiederaufbau der abgebrannten Klausurgebäude zu finanzieren. Erst 1686 erlaubten die prekären Finanzen wieder einen Zukauf: Für 20.000 Gulden verkaufte Veit Ernst von Rechberg seine (zur Herrschaft Kellmünz zählende) Hälfte von Kirchberg an das Kloster. (Die andere Hälfte kam 1692 von der Stadt Ulm ans Kloster Rot.) Abschließende Erwerbungen waren Glaserhof und Glaserforst, die bis 1767 bzw. 1776 zur fuggerischen Grafschaft Kirchberg gehörten. Streubesitz hatte Gutenzell beispielsweise in Erolzheim, Laubach und Weihungszell. Um das Jahr 1800 wurden im gesamten Territorium 180 Untertanenfamilien in eigener Jurisdiktion und 20 Familien in fremder Jurisdiktion gezählt, die Einwohnerzahl betrug etwa 1200.
Bis zur Säkularisation behielt das Kloster seine ab dem 14. Jahrhundert erworbenen Weingärten im Bodenseeraum, mit Schwerpunkten in Markdorf und Kippenhausen. Zunächst waren diese Güter gemeinsamer Besitz der Abteien Gutenzell und Heggbach, bis 1504 eine Aufteilung erfolgte.

### Gerichtsbarkeit
Bevor Kaiser Sigismund der Äbtissin 1437 ein eigenes Gericht mit zwölf Richtern verlieh, übte die Landvogtei Schwaben alle Gerichtsbarkeit im Gutenzeller Territorium aus. Im kaiserlichen Privileg explizit ausgenommen war die Blutgerichtsbarkeit, die also zunächst bei der Landvogtei verblieb.
Die niedere Gerichtsbarkeit im Klostergebiet war mit der Grundherrschaft verbunden. In den Kondominatsorten Achstetten und Oberholzheim alternierte der Vorsitz im Dorfgericht entsprechend den Herrschaftsanteilen. Kompliziert war die Lage in Kirchberg, denn die alt-gutenzellischen Güter gehörten ins Gericht der seit 1692 rotischen Dorfhälfte. Versuche, dies durch einen Austausch zu bereinigen, scheiterten.
Erst 1685 erhielt das Kloster den Blutbann für das Kerngebiet und Achstetten (einschließlich der Mönchhöfe und der „fremden“ Orte Bronnen und Ellmannsweiler) als österreichisches Lehen, das bis 1717 verlängert wurde. 1742 übertrug Österreich die Hochgerichtsbarkeit über diese Orte (ohne Bronnen) dem Kloster Salem; als ausführendes Organ fungierte die Salemer Pflege Schemmerberg. Unstimmigkeiten über die Abgrenzung zwischen hoher und niederer Gerichtsbarkeit – letztere nahm Gutenzell weiterhin selbst wahr – führten dazu, dass das Kloster, wie auch das mit demselben Problem konfrontierte Heggbach, juristisch gegen das Vaterkloster vorging. Der zunächst vor dem vorderösterreichischen Lehenhof zu Freiburg, dann vor dem Reichskammergericht geführte Prozess zog sich in die Länge. Schließlich einigte man sich 1768 auf den Kompromiss, dass Gutenzell 9000 Gulden bezahlte und dafür von Salem den Blutbann als Afterlehen erhielt. Im folgenden Jahr wurde ein Galgen aufgerichtet. 1776 erwarb das Kloster neben dem Glaserforst, mit dem Forst- und Jagdhoheit verbunden waren, auch den Blutbann über Kirchberg.

## Konvent und Wirtschaftsbetrieb
Im Jahr 1573 lebten 15 Nonnen im Kloster, darunter vier Novizinnen. Nach dem Dreißigjährigen Krieg war der Konvent auf drei Chorfrauen geschrumpft. Laienschwestern sind erst seit Ende des 17. Jahrhunderts belegt. Nachdem sich das Kloster erholt hatte, zählte der Konvent rund 25 Chorfrauen und 10 bis 15 Laienschwestern. Vertreten waren verschiedene soziale Schichten, neben Bürger- und Bauerntöchtern auch Angehörige des niederen Adels und des Patriziats umliegender Reichsstädte. Die kunsthandwerkliche Tätigkeit der Gutenzeller Zisterzienserinnen äußerte sich vor allem in Textilarbeiten. Als Hauptzweig wurde die Paramentenstickerei betrieben, außerdem Altarblumen und Gewänder für Krippenfiguren angefertigt. Auch Bekleidung und Schmuck der Reliquien entstanden im Kloster.
Der oberste Verwaltungsbeamte des Klosters führte mindestens seit 1502 den Titel Hofmeister, ab 1663 wurde er als Amtmann, später als Oberamtmann bezeichnet. An Handwerks- und Gewerbebetrieben unterhielt die Reichsabtei drei Mühlen, eine Ziegelei, eine Schmiede und eine Tafern samt Brauerei.

## Liste der Äbtissinnen

Wappenschild der Reichsäbtissin Maria Bernarda von Donnersberg

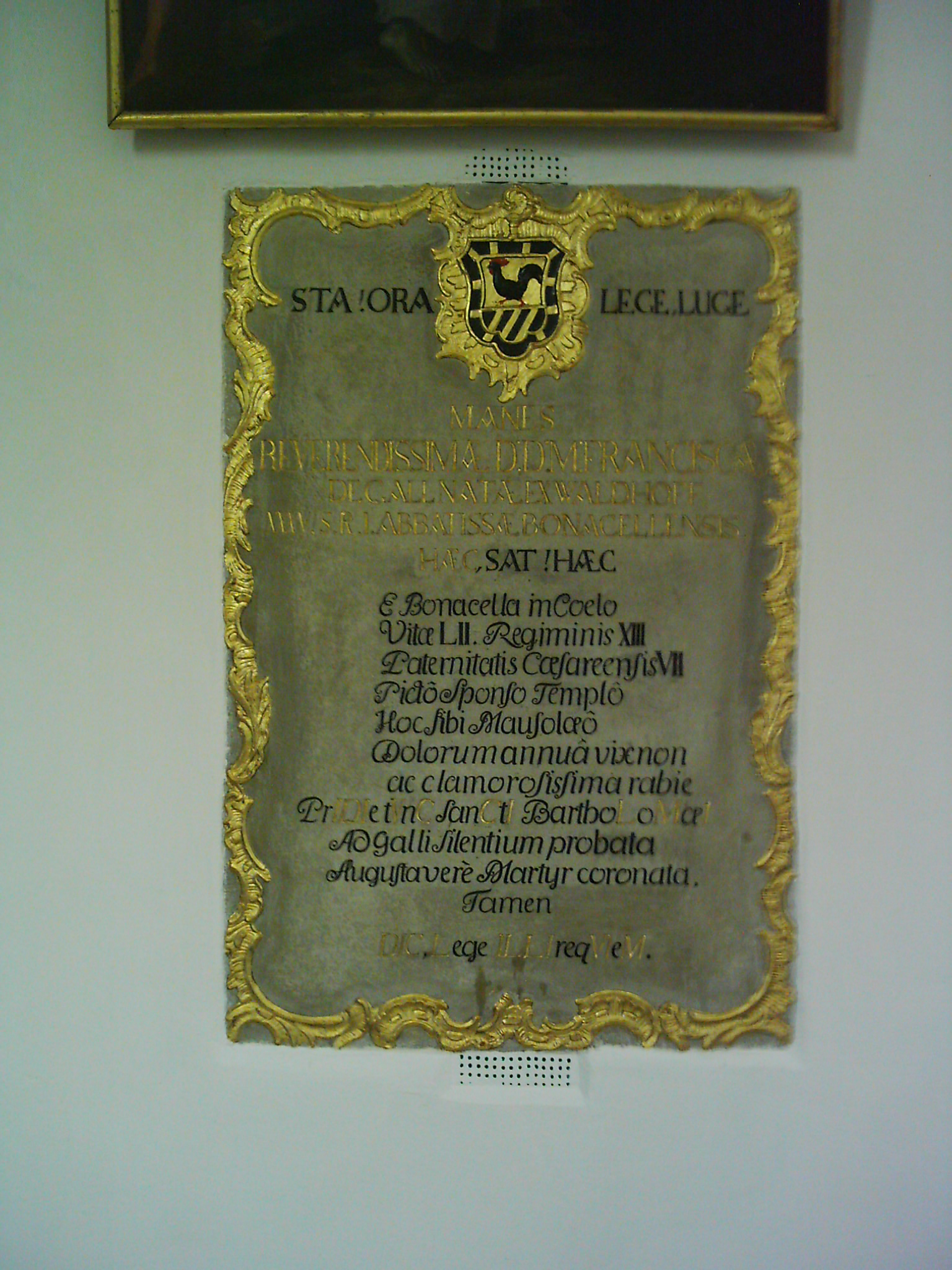
Epitaph für Äbtissin Maria Franziska von Gall

Da keine entsprechenden Urkunden erhalten sind, beruhen die Angaben für das 13. Jahrhundert auf späteren Chroniken. Abt Eberhard von Salem soll 1237 die erste Äbtissin, Mechthild von Aichheim, eingesetzt haben. Ihr folgten Ita (1243), Heliata (1245), Laicardis (1250), Gertrudis (1259), Guta (1277, 1281), Hilga (1293) und Ita (1294). Auch die Daten des 14. Jahrhunderts sind lückenhaft. Ausschließlich chronikalisch überlieferte Namen und Jahreszahlen sind kursiv gesetzt.
- Gertrudis 1299
- Agnes von Berkach 1311
- Clara von Tissen 1314
- Luitgard von Aichheim 1317, 1325
- Heilwig 1338
- Sophia 1347
- Gutte von Weiler 1349, 1355
- N. Becht 1403
- Elisabeth Frey 1403
- Bertha von Griesingen 1404, gestorben 1408
- Bertha von Freysing 1408
- Agnes 1437
- Dorothea Neth 1437, 1444
- Ottilia Durlacher 1449, 1450
- Ursula Egloffer 1478

- Walburga Gräter 1478–1503
- Walburga Bugglin 1504
- Katharina Becht 1516, 1526
- Barbara von Stotzingen 1526, 1527
- Magdalena von Freyberg 1532, 1540
- Maria von Landenberg 1542–1567

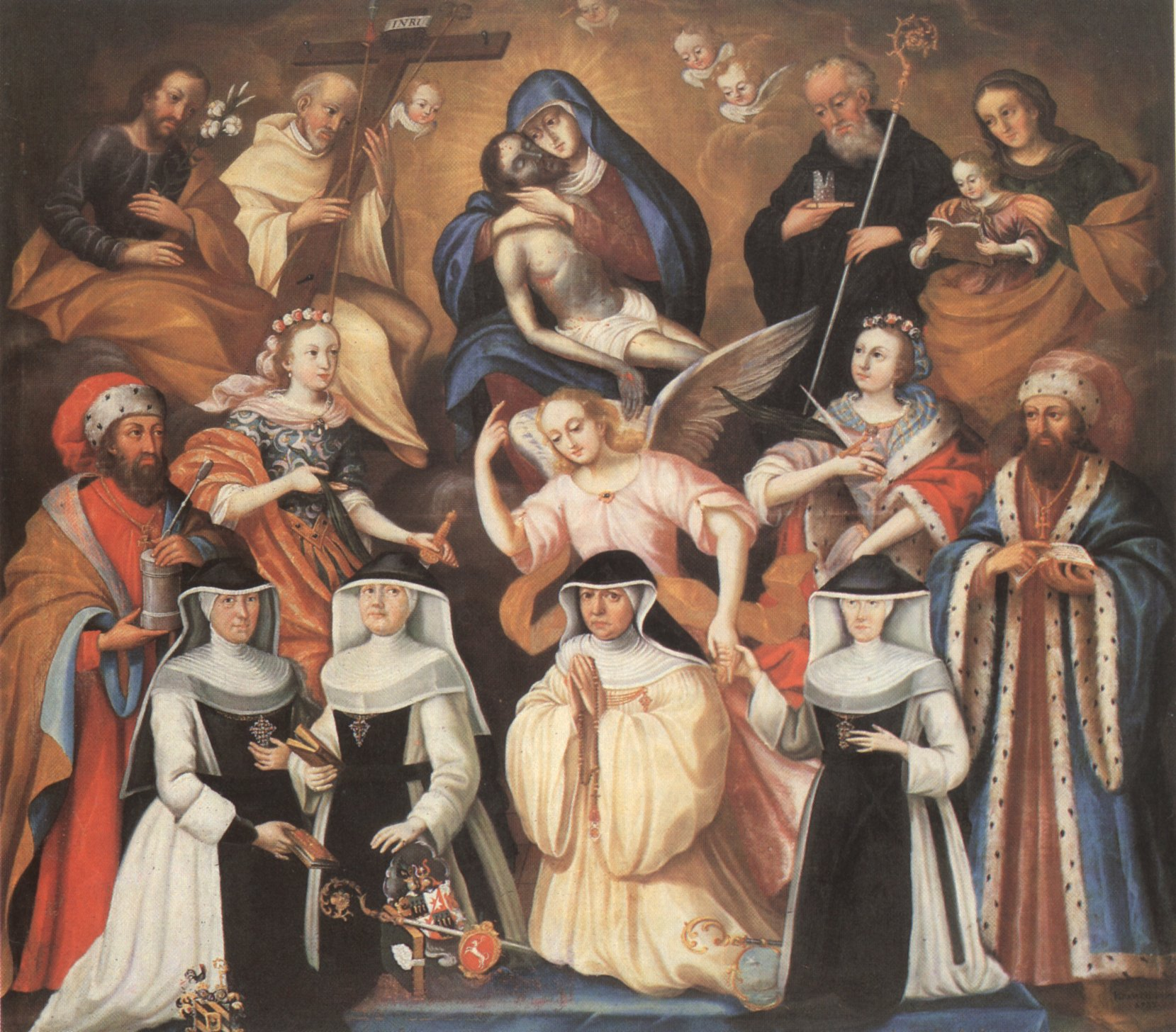
Passionsbild mit Abb. der Äbtissinnen (untere Reihe vorne v. l. n. r) Maria Victoria Hochwind, Maria Bernarda von Donnersberg, Maria Franziska Gall, Maria Alexandra Zimmermann

- Maria Segesser von Brunegg 1567–1610
- Anna Segesser von Brunegg 1610–1630
- Maria Barbara Thumb von Neuburg 1630–1663
- Maria Franziska von Freyberg 1663–1696
- Maria Victoria Hochwind 1696–1718
- Maria Bernarda von Donnersberg 1718–1747
- Maria Franziska von Gall 1747–1759
- Maria Alexandra Zimmermann 1759–1776 (Tochter von Dominikus Zimmermann)
- Maria Justina von Erolzheim 1776–1803, gestorben 1809

## Gebäude

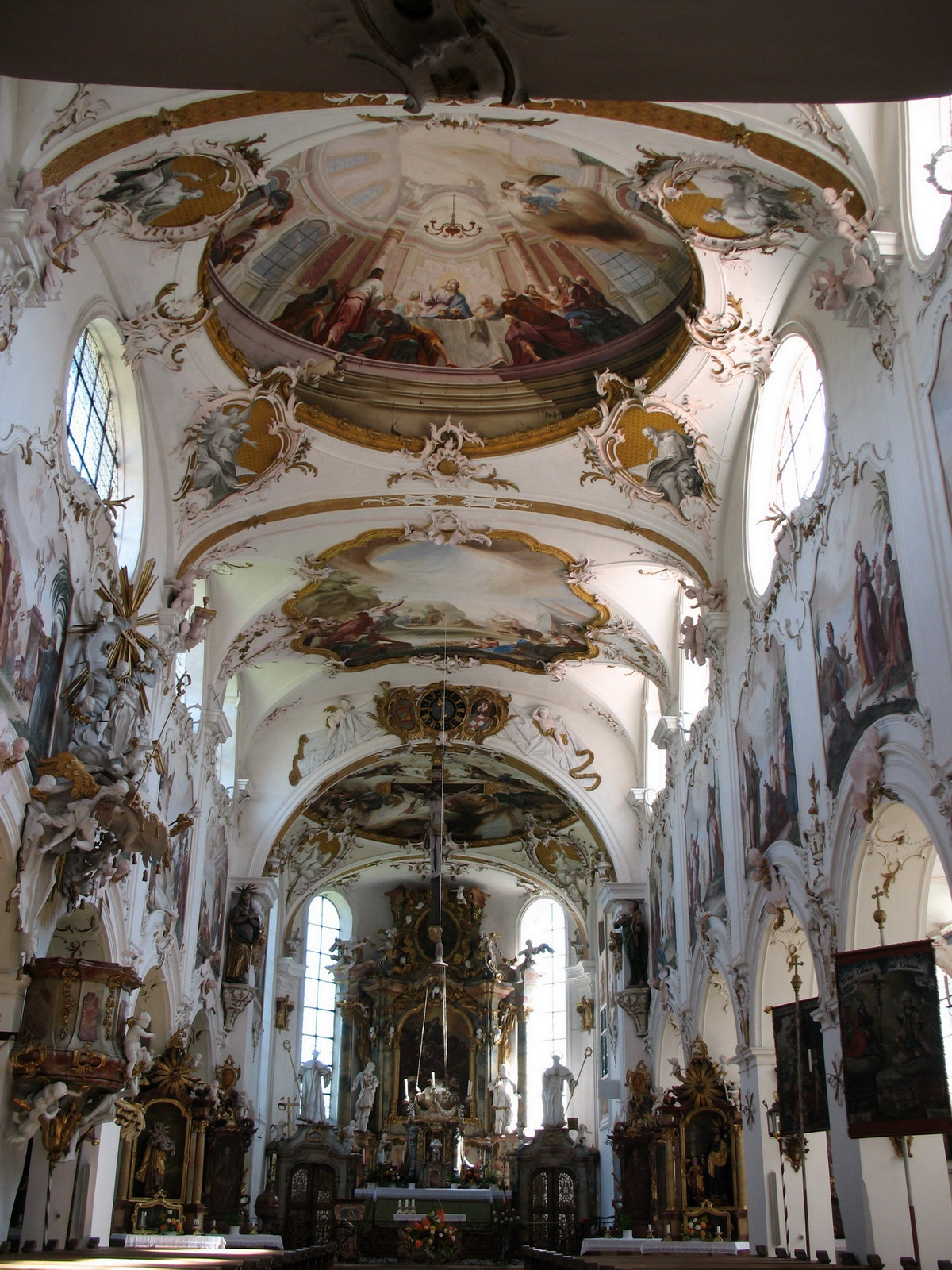
Gutenzell, St. Kosmas und Damian, Inneres nach Osten

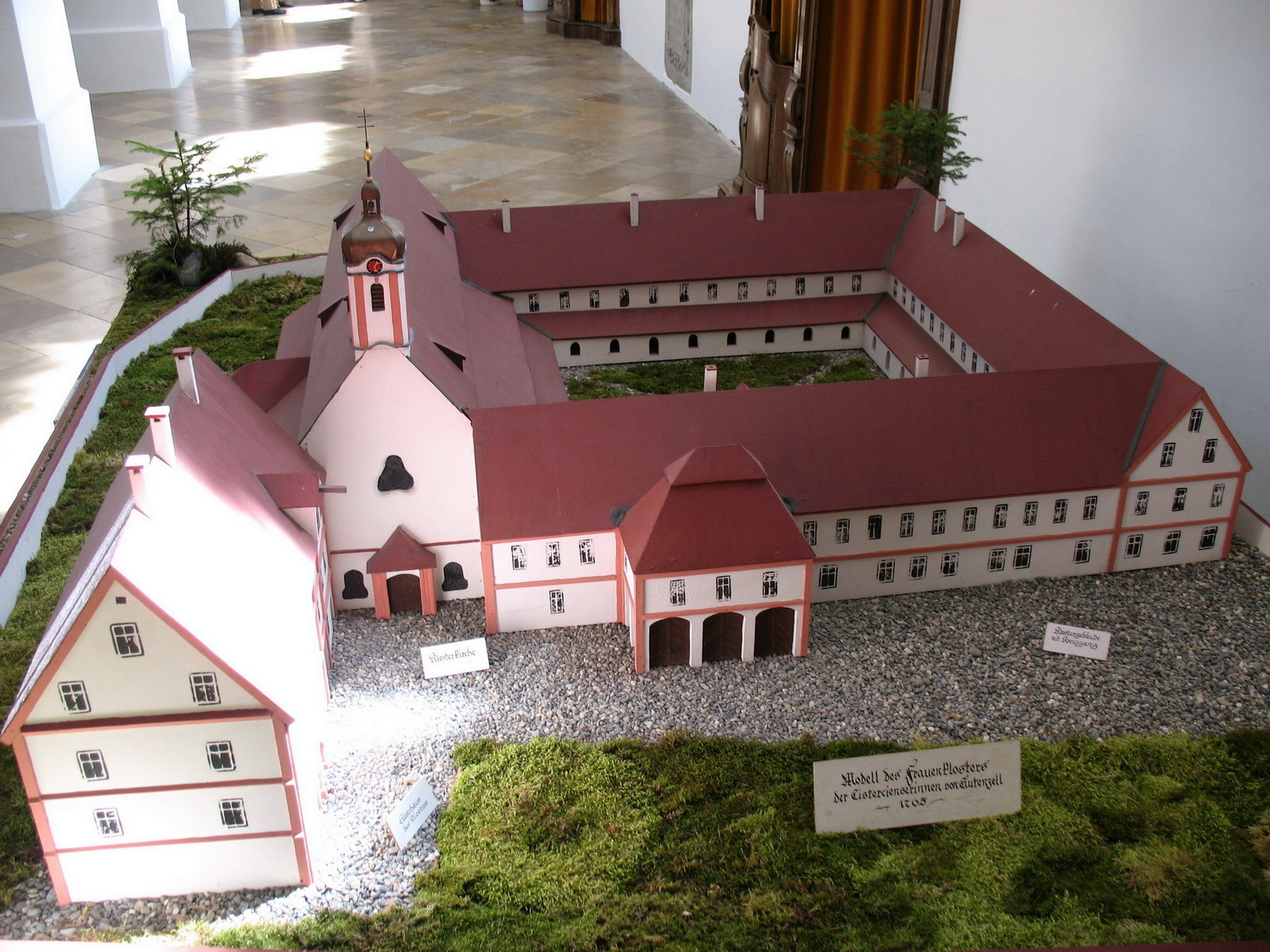
Die ehemalige Klosteranlage im Modell, Ansicht „von Westen“

Baubestand und Ausstattung der ehemaligen Kloster- und heutigen Pfarrkirche St. Kosmas und Damian enthalten Elemente verschiedener Epochen, wobei die ältesten Bestandteile dem 14. Jahrhundert entstammen. Bei der um 1390 fertiggestellten gotischen Kirche handelte es sich um eine querschifflose Pfeilerbasilika mit eingezogenem, gerade geschlossenem Chor. 1518 erfolgte die Umgestaltung des Altarraums zum Polygonalchor mit Drei-Achtel-Schluss, 1714 wurde die Herz-Jesu-Kapelle an der Nordseite angefügt. Dominikus Zimmermanns Pläne, nach denen Klosterbaumeister Nikolaus Rüeff 1755–56 die Kirche umbaute, kamen ohne Eingriffe in die gotischen Kernbauteile aus. Dabei wurden die vorhandenen Pfeiler ummantelt, neue Gewölbe im Mittelschiff eingezogen und die Obergadenfenster verändert. Als leitender Stuckateur zeichnete Franz Xaver Feuchtmayer verantwortlich, die Deckenbilder malte Johann Georg Dieffenbrunner. Sie zeigen in den Gewölbekuppeln des Langhauses Szenen aus dem Alten und dem Neuen Testament, an den Wänden die zwölf Apostel. Auf dem Chorfresko sind unter anderem die Kirchenpatrone Kosmas und Damian dargestellt.
Die Konventgebäude gruppierten sich um den südlich an die Kirche anschließenden Kreuzgang. Im Erdgeschoss befanden sich: im Westflügel Pforte, Küche und Lagerräume, im Südflügel Refektorium und Apotheke, im Ostflügel Kapitelsaal und Schlafsaal der Laienschwestern. Im Obergeschoss lagen die Räume der Äbtissin und die Einzelzimmer der Chorfrauen. Vom Abbruch verschont blieben der um 1700 außerhalb des Vierecks angefügte Gastbau, heute gräflich toerringsches Schloss, und ein Teil des Ostflügels. Auch das an der Südseite des ehemaligen Klosterbezirks erhalten gebliebene Torhaus entstammt der Barockzeit.